# Лединки (Псковская область)
Лединки (латыш. Ļadinki, Ladinki) — деревня в России, в Гавровской волости Пыталовского района Псковской области.
Деревня расположена в 24 км к югу от города Пыталово и в 3 км к югу от волостного центра Гавры.
C 1920 до 1944 гг. входила в состав Яунлатгальского (Абренского) уезда Латвии.

## Население
| 2001 | 2002 | 2010 |
| ---- | ---- | ---- |
| 64   | ↗65  | ↘44  |

Численность населения к началу 2001 года составляла 64 жителя.